# Epizoanthus sagaminensis
Epizoanthus sagaminensis is een Zoanthideasoort uit de familie van de Epizoanthidae. De wetenschappelijke naam van de soort is voor het eerst geldig gepubliceerd in 1924 door Balss.